# 周杰伦获奖与提名列表
- 周杰倫音樂作品列表

这是台湾歌手周杰倫历年关于音乐各类的获奖记录。

## 總計
周杰倫從2000年出道至今，已發了15張專輯。他10度入圍台灣金曲獎的最大獎「年度專輯獎（16到27屆分語言頒發最佳華語專輯獎）」，並獲獎4次，成為最多次入圍與獲獎的歌手。（入圍第二多次是張惠妹和蔡健雅，入圍了7次。獲獎第二多次是五月天、陳奕迅和蔡健雅，獲獎了2次。）獲獎的專輯是每年度華語專輯裡金曲獎所認為的巔峰之作，在音樂性、突破性、完整性和精緻性上皆有其成就。
他也8度入圍「最佳華語男歌手獎」，並獲獎2次，成為入圍次多的歌手（第一名是王力宏和陳奕迅，入圍了9次），和獲獎次多的歌手（第一名是殷正洋和陳奕迅，獲獎3次）。

### 周杰倫本人的獲獎與提名（台灣金曲獎）
| 獎項                       | 得獎次數 | 入圍次數 | 得獎屆次       |
| -------------------------- | -------- | -------- | -------------- |
| 年度專輯獎                 | 3        | 4        | 第12，13，15届 |
| 最佳華語專輯獎             | 1        | 6        | 第22届         |
| 最佳華語男歌手獎           | 2        | 8        | 第20，22届     |
| 最佳專輯製作人獎           | 1        | 8        | 第13届         |
| 年度歌曲獎                 | 2        | 6        | 第19，20届     |
| 最佳作曲人獎               | 2        | 7        | 第13，19届     |
| 最佳作詞人獎               | 0        | 2        |                |
| 最佳編曲人獎               | 0        | 1        |                |
| 最佳音樂錄影帶獎           | 1        | 3        | 第20届         |
| 最佳單曲製作人獎           | 1        | 2        | 第18届         |
| 最佳專輯製作人獎（演奏類） | 1        | 1        | 第19届         |
| 最佳作曲人獎（演奏類）     | 1        | 1        | 第19届         |
| 最佳專輯獎（演奏類）       | 0        | 1        |                |
| 最佳新人獎                 | 0        | 1        |                |

## 每一年台灣金曲獎的獲獎與提名
| 奖项                   | 提名                | 结果 |
| ---------------------- | ------------------- | ---- |
| 最佳流行音樂演唱專輯獎 | 《杰倫》            | 獲獎 |
| 最佳專輯製作人獎       | 周杰伦/《杰伦》     | 提名 |
| 最佳新人獎             | 周杰伦              | 提名 |
| 最佳作曲人獎           | 周杰伦/〈可爱女人〉 | 提名 |
| 最佳作詞人獎           | 方文山/〈娘子〉     | 提名 |

| 奖项                   | 提名                    | 结果 |
| ---------------------- | ----------------------- | ---- |
| 最佳流行音樂演唱專輯獎 | 《范特西》              | 獲獎 |
| 最佳專輯製作人獎       | 周杰伦/《范特西》       | 獲獎 |
| 最佳國語男演唱人獎     | 周杰伦/《范特西》       | 提名 |
| 最佳作曲人獎           | 周杰伦/〈愛在西元前〉   | 獲獎 |
| 最佳作詞人獎           | 方文山/〈威廉古堡〉     | 獲獎 |
| 最佳作詞人獎           | 方文山/〈愛在西元前〉   | 提名 |
| 最佳作詞人獎           | 方文山/〈上海一九四三〉 | 提名 |
| 最佳編曲人獎           | 鍾興民/〈雙截棍〉       | 獲獎 |
| 最佳編曲人獎           | 洪敬堯/〈威廉古堡〉     | 提名 |
| 最佳音樂錄影帶獎       | 鄺盛/〈開不了口〉       | 提名 |

| 奖项                   | 提名                  | 结果 |
| ---------------------- | --------------------- | ---- |
| 最佳流行音樂演唱專輯獎 | 《八度空間》          | 提名 |
| 最佳專輯製作人獎       | 周杰伦/《八度空間》   | 提名 |
| 最佳作詞人獎           | 方文山/〈爺爺泡的茶〉 | 提名 |
| 最佳編曲人獎           | 洪敬堯/〈龍拳〉       | 提名 |
| 最佳編曲人獎           | 鍾興民/〈最後的戰役〉 | 提名 |

| 奖项                   | 提名                | 结果 |
| ---------------------- | ------------------- | ---- |
| 最佳流行音樂演唱專輯獎 | 《叶惠美》          | 獲獎 |
| 最佳專輯製作人獎       | 周杰伦/《叶惠美》   | 提名 |
| 最佳國語男演唱人獎     | 周杰伦/《叶惠美》   | 提名 |
| 最佳作曲人獎           | 周杰伦/〈东风破〉   | 提名 |
| 最佳作詞人獎           | 方文山/〈东风破〉   | 提名 |
| 最佳作詞人獎           | 周杰伦/〈梯田〉     | 提名 |
| 最佳編曲人獎           | 洪敬堯/〈以父之名〉 | 提名 |
| 最佳音樂錄影帶導演獎   | 邝盛/〈三年二班〉   | 獲獎 |

| 奖项                       | 提名                | 结果 |
| -------------------------- | ------------------- | ---- |
| 最佳國語流行音樂演唱專輯獎 | 《七里香》          | 提名 |
| 最佳國語男演唱人獎         | 周杰倫/〈七里香〉   | 提名 |
| 最佳作曲人獎               | 周杰倫/〈七里香〉   | 提名 |
| 最佳作詞人獎               | 方文山/〈止戰之殤〉 | 提名 |
| 最佳音樂錄影帶導演獎       | 鄺盛/〈止戰之殤〉   | 提名 |
| 最佳音樂錄影帶導演獎       | 鄺盛/〈外婆〉       | 提名 |

| 奖项         | 提名                | 结果 |
| ------------ | ------------------- | ---- |
| 最佳作詞人獎 | 方文山/〈髮如雪〉   | 提名 |
| 最佳編曲人獎 | 洪敬堯/〈藍色風暴〉 | 提名 |

| 奖项             | 提名               | 结果 |
| ---------------- | ------------------ | ---- |
| 最佳年度歌曲獎   | 〈千里之外〉       | 提名 |
| 最佳單曲製作人獎 | 周杰伦／〈霍元甲〉 | 獲獎 |
| 最佳作詞人獎     | 方文山／〈菊花台〉 | 提名 |
| 最佳編曲人獎     | 洪敬尧／〈霍元甲〉 | 提名 |
| 最佳音樂錄影帶獎 | 周杰伦／〈红模仿〉 | 提名 |

| 奖项                       | 提名                            | 结果 |
| -------------------------- | ------------------------------- | ---- |
| 最佳國語專輯獎             | 《我很忙》                      | 提名 |
| 最佳年度歌曲獎             | 〈青花瓷〉                      | 獲獎 |
| 最佳作詞人獎               | 方文山/〈青花瓷〉               | 獲獎 |
| 最佳作曲人獎               | 周杰倫/〈青花瓷〉               | 獲獎 |
| 最佳編曲人獎               | 鍾興民/〈青花瓷〉               | 提名 |
| 最佳專輯獎（演奏類）       | 《不能說的·秘密》               | 提名 |
| 最佳專輯製作人獎（演奏類） | 周杰倫/《不能說的·秘密》        | 獲獎 |
| 最佳作曲人獎（演奏類）     | 周杰倫、Terdsak Janpan/〈琴房〉 | 獲獎 |

| 奖项             | 提名                | 结果 |
| ---------------- | ------------------- | ---- |
| 最佳國語專輯獎   | 《魔杰座》            | 提名 |
| 最佳年度歌曲獎   | 〈稻香〉            | 獲獎 |
| 最佳專輯製作人獎 | 周杰伦/《魔座》     | 提名 |
| 最佳國語男歌手獎 | 周杰伦/《魔座》     | 獲獎 |
| 最佳音樂錄影帶獎 | 周杰伦/〈魔術先生〉 | 獲獎 |
| 最佳作曲人獎     | 周杰伦/〈稻香〉     | 提名 |
| 最佳作詞人獎     | 周杰伦/〈稻香〉     | 提名 |
| 最佳編曲人獎     | 鍾興民/〈魔術先生〉 | 提名 |

| 奖项             | 提名                       | 结果 |
| ---------------- | -------------------------- | ---- |
| 最佳國語專輯獎   | 《跨時代》                 | 獲獎 |
| 最佳年度歌曲獎   | 〈超人不會飛〉             | 提名 |
| 最佳專輯製作人獎 | 周杰倫／《跨時代》         | 提名 |
| 最佳國語男歌手獎 | 周杰伦／《跨時代》         | 獲獎 |
| 最佳作曲人獎     | 周杰倫／〈煙花易冷〉       | 提名 |
| 最佳作詞人獎     | 方文山／〈煙花易冷〉       | 提名 |
| 最佳編曲人獎     | 蔡科俊／〈免費教學錄影帶〉 | 獲獎 |

| 奖项             | 提名                           | 结果 |
| ---------------- | ------------------------------ | ---- |
| 最佳國語男歌手獎 | 周杰伦/《驚嘆號》              | 提名 |
| 最佳編曲人獎     | 周杰倫/〈水手怕水〉            | 提名 |
| 最佳專輯包裝獎   | 陳政守/《驚嘆號》（限量USB版） | 獲獎 |

| 奖项             | 提名                       | 结果 |
| ---------------- | -------------------------- | ---- |
| 最佳国语专辑奖   | 《12新作》                 | 提名 |
| 最佳专辑制作人奖 | 周杰伦／《12新作》         | 提名 |
| 最佳國語男歌手獎 | 周杰伦／《12新作》         | 提名 |
| 最佳编曲人奖     | 黄雨勋／〈比较大的大提琴〉 | 提名 |

| 奖项             | 提名                                 | 结果 |
| ---------------- | ------------------------------------ | ---- |
| 最佳國語專輯獎   | 《哎呦，不錯喔》                     | 提名 |
| 最佳專輯製作人獎 | 周杰伦／《哎呦，不錯喔》             | 提名 |
| 最佳專輯包裝獎   | 李仲強/《哎呦，不錯喔》（限量USB版） | 提名 |

| 奖项             | 提名                        | 结果 |
| ---------------- | --------------------------- | ---- |
| 年度歌曲獎       | 〈告白氣球〉                | 提名 |
| 最佳國語男歌手獎 | 周杰伦/《周杰倫的床邊故事》 | 提名 |
| 最佳音樂錄影帶獎 | 周杰伦/〈床邊故事〉         | 提名 |

| 奖项             | 提名       | 结果 |
| ---------------- | ---------- | ---- |
| 最佳單曲製作人獎 | 〈Mojito〉 | 提名 |

| 奖项       | 提名             | 结果 |
| ---------- | ---------------- | ---- |
| 年度歌曲獎 | 〈最偉大的作品〉 | 提名 |

## 所有获奖记录
| 年份   | 獎項 |
| ------ | --- |
| 2001年 | 第12屆台湾金曲獎：最佳流行音樂演唱專輯獎《Jay》 |
| 2001年 | 第一屆MTV封神榜台北流行音樂節：十大人氣歌手獎 |
| 2001年 | 第八屆新加坡金曲獎：最佳新人獎 |
| 2001年 | 第一屆馬來西亞金曲獎：十大中文金曲《黑色幽默》、最佳作曲人《黑色幽默》 |
| 2001年 | 第1届全球华语歌曲排行榜颁奖典礼：年度二十大金曲《星晴》、最佳新人獎 |
| 2001年 | TVB8金曲榜颁奖典礼：年度金曲獎《星晴》、最佳製作人《星晴》、最佳男新人金奖 |
| 2001年 | 中華音樂人交流協會：年度十大單曲《印地安老斑鳩》 |
| 2001年 | 新城劲爆颁奖礼2001：新城劲爆新登场海外歌手、新城劲爆国语歌曲奖《星晴》、新城勁爆卡拉OK歌曲《龍捲風》 |
| 2002年 | 2001年度十大勁歌金曲頒獎典禮：最受歡迎國語金曲獎 金獎《開不了口》、 最受歡迎唱作歌星 金獎、最受歡迎新人獎（男）金獎、四台聯頒卓越表現大獎 銅獎 |
| 2002年 | 2001年度叱吒樂壇流行榜頒獎禮：叱吒樂壇生力軍男歌手 金獎、叱咤樂壇唱作人 銀獎、叱咤樂壇我最喜愛的歌曲大獎《開不了口》 |
| 2002年 | IFPI香港唱片销量大奖：十大銷量國語唱片：《范特西》 |
| 2002年 | 第八屆Channel V全球華語音樂榜中榜：年度二十大金曲《開不了口》、最受歡迎男歌手、新生代創作歌手獎(台灣地區)、新浪潮歌手獎 |
| 2002年 | 中華音樂人交流協會：年度十大專輯《范特西》、年度十大單曲《威廉古堡》 |
| 2002年 | 第二屆MTV封神榜台北流行音樂節：二十大人氣歌手獎、年度最佳風雲人物 |
| 2002年 | 第二届音乐风云榜颁奖盛典：台湾地区年度最佳男歌手、港台地区年度最佳对唱 - 周杰伦&温岚《屋顶》 |
| 2002年 | 第13屆台湾金曲獎：最佳流行音樂演唱專輯獎《范特西》、最佳作曲人《愛在西元前》、最佳專輯製作人《范特西》 |
| 2002年 | 第一屆MTV日本音樂錄影帶大獎：亞洲最傑出藝人特別獎 |
| 2002年 | 第2届全球华语歌曲排行榜颁奖典礼：最佳專輯《范特西》、最佳製作人、最佳創作歌手、 台灣地區傑出藝人、二十大金曲《安靜》 |
| 2002年 | 第九屆新加坡金曲獎：亞太最受推崇男歌手、年度最佳暢銷專輯《范特西》、年度暢銷男歌手、頂尖金曲獎 |
| 2002年 | 第二屆馬來西亞金曲獎：十大金曲《愛在西元前》、 |
| 2002年 | TVB8金曲榜颁奖典礼：最佳作曲《開不了口》、年度金曲獎《開不了口》、全球傳媒最受歡迎男歌手 |
| 2002年 | 第二届华语音乐传媒大奖：最佳流行男歌手、最佳男新人、十大华语唱片《范特西》、十大华语歌曲《开不了口》 |
| 2002年 | 2002年度新城劲爆颁奖礼：新城劲爆国语歌曲奖《回到过去》 |
| 2002年 | 2002年度第二届CASH金帆音乐奖：最佳男歌手演绎《開不了口》、最佳唱片《范特西》 |
| 2002年 | 第二十四屆香港電台十大中文金曲颁奖音乐会：最有前途新人獎（男歌手）金獎、優秀國語歌曲獎 - 金獎《星晴》、十大優秀流行歌手大獎 |
| 2003年 | 第九屆Channel V全球華語音樂榜中榜：最具实力奖 |
| 2003年 | 第二十五屆香港電台十大中文金曲颁奖音乐会：十大优秀流行歌手大奖、优秀国语歌曲奖 - 金奖《安静》、全年最高销量歌手大奖、全国最受欢迎歌手奖 - 银奖 |
| 2003年 | IFPI香港唱片销量大奖：十大銷量國語唱片《八度空間》、十大銷量國語唱片《Fantasy Plus》、最高銷量國語唱片《八度空間》 |
| 2003年 | 2002年度叱吒樂壇流行榜頒獎禮：專業推介叱咤十大 第八位《回到過去》、叱吒樂壇唱作人 銀獎 |
| 2003年 | 2002年度十大勁歌金曲頒獎典禮：最受歡迎國語歌曲獎 金獎《回到過去》、最佳歌曲監製《安靜》 |
| 2003年 | 2002年度 HITO流行音樂獎：年度男歌手獎、年度華語歌曲獎《暗號》、年度長壽歌曲獎《回到過去》、年度男生最愛K歌獎《回到過去》 |
| 2003年 | 第二屆MTV亞洲音樂大獎頒獎典禮：台灣最受歡迎歌手獎 |
| 2003年 | 第三届音乐风云榜颁奖盛典：年度風雲大獎、最佳唱作人、港台地区年度十大金曲《暗號》 |
| 2003年 | 第3届全球华语歌曲排行榜颁奖典礼：最受歡迎男歌手獎、台灣地區傑出藝人 |
| 2003年 | g-music風雲榜白金音樂獎：白金大碟《八度空間》、十大金碟《八度空間》、白金男歌手 |
| 2003年 | 2003新城國語力頒獎典禮：亞洲創作歌手大獎、亞洲歌手大獎、年度歌曲大獎 |
| 2003年 | 2002 Music IN中国流行歌曲榜(2002 Music Radio中国TOP排行榜)：港台年度最受欢迎唱片《八度空间》、港台年度最佳创作歌手、港台年度金曲、台灣地區最受歡迎男歌手 |
| 2003年 | 第十屆新加坡金曲獎：年度最暢銷男歌手、亞太最受推崇男歌手、最受歡迎男歌手 |
| 2003年 | MTV音樂台：台灣地區最佳男歌手 |
| 2003年 | 第三届华语音乐传媒大奖：最佳作曲人、年度藝人、十大华语唱片《八度空间》、十大华语歌曲《半岛铁盒》、我最喜爱的华语歌手 |
| 2003年 | 第九屆十大電視廣告頒獎典禮：最受歡迎男明星電視廣告大獎、最受歡迎電視廣告歌曲大獎 |
| 2003年 | 2003年度新城劲爆颁奖礼：新城劲爆亚洲男歌手 |
| 2003年 | 第二十六屆香港電台十大中文金曲颁奖音乐会：优秀流行歌手大奖、全年最高銷量歌手大獎、全國最受歡迎男歌手 - 銅獎 |
| 2003年 | 第五屆CCTV-MTV音樂盛典：台湾地区年度最佳男歌手 |
| 2003年 | 第一届东南劲爆音乐榜颁奖典礼：港台劲爆十大金曲《最后的战役》 |
| 2004年 | 第十屆Channel V全球華語音樂榜中榜：最佳創作歌手獎、最佳歌曲獎 |
| 2004年 | 2003香港商業電台叱吒樂壇流行榜頒獎禮：叱吒樂壇唱作人金獎 |
| 2004年 | 2003年度 HITO流行音樂獎：年度亞洲傳媒推薦專輯《叶惠美》、年度華語歌曲《東風破》、年度票選最受歡迎男歌手、年度HITO男歌手 |
| 2004年 | 2003年度第十一屆中國歌曲排行榜(中歌榜、北京流行音乐典礼)：最受歡迎港台地區男歌手獎、最受歡迎港台地區歌曲獎《東風破》 |
| 2004年 | 第四届音乐风云榜颁奖盛典：年度台灣最受歡迎男歌手、年度港台及海外華人最佳製作人、年度港台及海外華人最佳專輯《葉惠美》、年度風雲大獎、年度港台十大金曲《東風破》、年度港台十大金曲《三年二班》、年度港台十大金曲《晴天》 |
| 2004年 | 中華音樂人交流協會：年度十大優良專輯《葉惠美》、年度十大優良單曲《梯田》、年度十大優良單曲《東風破》 |
| 2004年 | IFPI香港唱片销量大奖：十大銷量國語唱片《葉惠美》、十大銷量國語唱片《尋找周杰倫EP》、最高銷量國語唱片《葉惠美》 |
| 2004年 | 第15屆台湾金曲獎：最佳流行音樂演唱專輯獎《葉惠美》 |
| 2004年 | 2003 Music IN中国流行歌曲榜(2003 Music Radio中国TOP排行榜)：港台年度金曲《東風破》、港台年度最佳製作人《布拉格廣場》 |
| 2004年 | 第四届华语音乐传媒大奖：十大華語唱片《葉惠美》、年度藝人、最佳作曲人《東風破》、）年度十大歌曲《東風破》 |
| 2004年 | 2004新城國語力頒獎典禮：亞洲創作歌手大獎、亞洲歌手大獎、亞洲大碟獎《葉惠美》、年度歌曲大獎《你聽的到》、最受歡迎男歌手 |
| 2004年 | 第4届全球华语歌曲排行榜颁奖典礼：最受歡迎男歌手、最受歡迎創作歌手、最佳專輯《葉惠美》、台灣地區傑出藝人、年度二十大金曲《晴天》 |
| 2004年 | 第十一屆新加坡金曲獎：最受歡迎男歌手、最佳唱片製作《葉惠美》、MTV亞洲音樂大獎、台灣最受歡迎歌手 |
| 2004年 | 2004年幽浮勁碟排行榜：《七里香》銷售、播歌、票選總成績冠軍 |
| 2004年 | TVB8金曲榜颁奖典礼：最佳作曲《七里香》、最佳監製《七里香》 |
| 2004年 | 2004萊卡Channel Young風尚頒獎大典：風尚音樂成就獎 |
| 2004年 | 第十屆十大電視廣告頒獎典禮：最受歡迎明星電視廣告大獎《One2Free》 |
| 2004年 | 第二届东南劲爆音乐榜颁奖典礼：台湾地区最受欢迎男歌手、港台地区完美大碟奖《叶惠美》 |
| 2004年 | 第二届东南劲爆音乐榜颁奖典礼：台湾地区最受欢迎男歌手、港台地区完美大碟奖《叶惠美》 |
| 2004年 | 洛杉磯舉辦世界音樂大獎(World Music Awards)：中華區最暢銷歌手 |
| 2005年 | 2004年度 HITO流行音樂獎：最佳男歌手、十大Hito最愛DJ專輯獎《七里香》、創作歌手獎、聽眾最愛歌曲《七里香》、年度十大華語歌曲《七里香》 |
| 2005年 | 第5届全球华语歌曲排行榜颁奖典礼：台灣地區傑出藝人、年度二十五大金曲《七里香》 |
| 2005年 | 第二十七屆香港電台十大中文金曲颁奖音乐会：十大金曲獎《七里香》、優秀流行國語歌曲獎 - 金獎《七里香》、優秀流行歌手大獎、全國最受歡迎歌手獎 - 銀獎、全年最高銷量歌手大獎 |
| 2005年 | 2004年度第十二屆中國歌曲排行榜(中歌榜、北京流行音乐典礼)：最受歡迎港台地區男歌手獎、最受歡迎港台地區歌曲獎《七里香》 |
| 2005年 | 第四十二屆金馬獎：最佳新演員獎《頭文字D》 |
| 2005年 | IFPI香港唱片销量大奖：十大銷量國語唱片《七里香》、最高銷量國語唱片《七里香》 |
| 2005年 | 中華音樂人交流協會：年度十大優良專輯《七里香》、年度十大優良單曲《將軍》 |
| 2005年 | 獲馬來西亞旅遊局頒[旅遊大使]榮耀：獲頒[模範青年]獎章 |
| 2005年 | 第五届音乐风云榜颁奖盛典：年度台灣地區最受歡迎男歌手、年度港台地區十大金曲《七里香》、年度最佳粵語作曲- 陳小春《獻世》、年度港台地區最佳男歌手、年度最佳專輯《七里香》: |
| 2005年 | 第十一屆Channel V全球華語音樂榜中榜：港台最佳男歌手獎、港台最受歡迎男歌手獎、年度最佳歌曲獎《七里香》、港台最佳創作歌手獎 |
| 2005年 | 第四屆MTV亞洲音樂大獎頒獎典禮：台灣最受歡迎歌手 、華語地區年度十大男歌手獎 |
| 2005年 | 2004 Music Radio中国TOP排行榜：港台年度金曲《七里香》、港台最受歡迎男歌手、年度最暢銷唱片《七里香》、港台年度最佳製作人 |
| 2005年 | 第十二屆新加坡金曲獎：亞太最受推崇男歌手、最受歡迎男歌手 |
| 2005年 | 2005年度新城劲爆颁奖礼：新城勁爆創作大碟《11月的蕭邦》、新城勁爆唱作歌手、新城勁爆亞洲男歌手、新城勁爆全國樂迷投選男歌手、新城勁爆國語歌曲《夜曲》 |
| 2005年 | 第十一屆十大電視廣告頒獎典禮：最受歡迎電視廣告男明星大獎《One2Free(你Free得起拜師篇)》、最受年青人歡迎電視廣告大獎《One2Free(你Free得起馬拉松篇)》 |
| 2005年 | 上海F1賽車場中國賽車運動推廣貢獻獎：年度十大專輯《七里香》、年度十大單曲《將軍》、年度十大單曲《七里香》 |
| 2005年 | 第十二屆東方風雲榜頒獎盛典：臺灣歌壇最受歡迎歌手獎 |
| 2005年 | ETFM聯播網公主與戰士票選活動： 娛樂界最佳戰士代表 |
| 2006年 | 2005年度第十三屆中國歌曲排行榜(中歌榜、北京流行音乐典礼)：年度最受欢迎男歌手、年度最佳专辑《11月的肖邦》、年度最受欢迎金曲《夜曲》 |
| 2006年 | 第五届中国原创音乐流行榜(雪碧榜)：港台金曲《夜曲》 |
| 2006年 | 第二十八屆香港電台十大中文金曲颁奖音乐会：优秀流行歌手大奖、全年最高销量男歌手大奖 |
| 2006年 | 第十二屆Channel V全球華語音樂榜中榜：最佳男歌手、最受歡迎男歌手、最佳創作歌手、最受歡迎音樂錄影帶《夜曲》、年度最佳歌曲《夜曲》 |
| 2006年 | 2005年度 HITO流行音樂獎：年度票選最受歡迎男歌手、年度十大華語歌曲《夜曲》、年度聽眾最愛歌曲《夜曲》、年度亞洲傳媒大獎《11月的蕭邦》、年度創作歌手、年度製作人《11月的蕭邦》 |
| 2006年 | 2005 Music Radio中国TOP排行榜：港台年度金曲《夜曲》、年度最畅销男歌手《11月的肖邦》 |
| 2006年 | 第一屆華眾曲寵TVBS華語金曲榜 ：最佳專輯《11月的蕭邦》、年度十大專輯《11月的蕭邦》、最佳录影带奖《髮如雪》、傳媒大獎、最佳男歌手、現場票選歌手 |
| 2006年 | 第6届全球华语歌曲排行榜颁奖典礼：最受欢迎男歌手五强、最受欢迎对唱金曲 - 周杰伦&LARA 《珊瑚海》、二十大最受欢迎金曲《夜曲》 |
| 2006年 | 第1屆KKBOX數位音樂風雲榜：年度十大單曲《夜曲》、年度十大K歌《珊瑚海》、年度十大K歌《髮如雪》、年度十大專輯《11月的蕭邦》、年度十大藝人、年度風雲男歌手 |
| 2006年 | IFPI香港唱片销量大奖：十大銷量國語唱片《無以倫比演唱會Live》、最高銷量國語唱片《無以倫比演唱會Live》、十大銷量國語唱片《11月蕭邦》。 |
| 2006年 | 第二十五屆香港金像獎：最佳新演員獎《頭文字D》 |
| 2006年 | 中華音樂人交流協會：年度十大優良專輯《11月的蕭邦》 |
| 2006年 | 第六届音乐风云榜颁奖盛典：三地連頒華語地區最佳男歌手、三地連頒華語地區最佳專輯《11月的蕭邦》、港台最受歡迎男歌手 |
| 2006年 | 第八屆CCTV-MTV音樂盛典：亞洲地區傑出藝人獎 |
| 2006年 | 2006年度娛樂中國?星光大典：港台最受歡迎男歌手、最受歡迎音樂專輯《11月的蕭邦》、網民公認傑出藝人 |
| 2006年 | 2006年度9+2音乐先锋榜颁奖典礼：年度先锋对唱金曲 - 周杰伦&费玉清《千里之外》、年度最佳作曲《千里之外》 |
| 2006年 | 2006年第一届腾讯网星光大典：中国音乐联播榜十大金曲《千里之外》、网民公认杰出艺人、港台最受欢迎男歌手、最受欢迎音乐专辑《依然范特西》 |
| 2006年 | 倫敦舉辦世界音樂大獎(World Music Awards)：中華區最暢銷歌手 |
| 2007年 | 第十三屆Channel V全球華語音樂榜中榜：港台地区年度最佳歌曲奖《千里之外》 |
| 2007年 | 第二十九屆香港電台十大中文金曲颁奖音乐会：优秀流行歌手大奖、全国最受欢迎中文歌曲奖《千里之外》 |
| 2007年 | 第四十四屆金馬獎：年度台灣傑出電影《不能說的秘密》、最佳原創電影歌曲 - 方文山&周杰倫《不能說的秘密》、最佳視覺效果《不能說的秘密》 |
| 2007年 | IFPI香港唱片销量大奖：十大销量国语唱片《霍元甲》、十大销量国语唱片《依然范特西》、最高销量国语唱片《依然范特西》 |
| 2007年 | 第7届全球华语歌曲排行榜颁奖典礼：最受欢迎男歌手五强、二十大最受欢迎金曲《菊花台》 |
| 2007年 | 2006 Music Radio中国TOP排行榜：港台地区年度最佳金曲 - 周杰伦&费玉清《千里之外》 |
| 2007年 | 第七届音乐风云榜颁奖盛典：港台最佳歌曲《千里之外》、港台最佳男歌手、港台最佳唱作人、港台最佳專辑《依然范特西》、港台最受歡迎男歌手、最佳影视歌曲《菊花台》 |
| 2007年 | 第2屆KKBOX數位音樂風雲榜：年度二十大單曲《千里之外》、年度二十大單曲《退後》、年度二十大單曲《白色風車》、年度十大專輯《依然范特西》、連續攻榜冠軍單曲《千里之外》、年度風雲男歌手 |
| 2007年 | 中華音樂人交流協會：年度十大優良專輯《依然范特西》、年度十大優良單曲《菊花台》 |
| 2007年 | 第二十六屆香港金像獎：最佳原創電影歌曲《菊花台》 |
| 2007年 | 第七届华语音乐传媒大奖：年度国语歌曲《千里之外》、最佳企划 |
| 2007年 | 第18屆台湾金曲獎：最佳單曲製作人獎《霍元甲》 |
| 2007年 | 第六届中国原创音乐流行榜(雪碧榜)：港台金曲獎《千里之外》 |
| 2007年 | 第一届中国移动无线音乐排行榜年度盛典(中国移动无线音乐咪咕汇)：年度最畅销首发单曲奖《黄金甲》 |
| 2007年 | 2007第5届Yahoo！搜寻人气大奖：国际男歌手 |
| 2007年 | 第十三届新加坡金曲奖：十大金曲《菊花台》、最佳專輯製作《依然范特西》 |
| 2007年 | 2007年度QQ音乐年终大盘点：年度十大金曲 - 第1位《青花瓷》、年度歌手第1位、港台地区年度十大专辑 - 第1位《我很忙》 |
| 2007年 | 2007年第二届腾讯网星光大典：港台年度最受欢迎电影男演员 |
| 2007年 | 摩洛哥舉辦世界音樂大獎(World Music Awards)：中華區最暢銷歌手 |
| 2008年 | 2008年春节联欢晚会我最喜爱的优秀节目评选：歌舞类二等奖 - 歌曲《青花瓷》 |
| 2008年 | 第一届百度娱乐沸点年度颁奖礼：最热门男歌手第一位、最沸点男明星 |
| 2008年 | 第三十屆香港電台十大中文金曲颁奖音乐会：优秀流行国语歌曲奖《不能说的秘密》 |
| 2008年 | 第19屆台湾金曲獎：最佳年度歌曲《青花瓷》、最佳作曲人獎《周杰倫》、演奏類最佳專輯製作人獎《不能說的秘密》、演奏類最佳作曲人獎 - 周杰倫&Terdsak Janpan《琴房》 |
| 2008年 | 2007 Music Radio中国TOP排行榜：港台年度最佳唱片《我很忙》、年度最暢銷男歌手、年度最佳唱作歌手 |
| 2008年 | 2007年度 HITO流行音樂獎：年度創作歌手、亞洲傳媒大獎、年度十大金曲《不能說的秘密》 |
| 2008年 | 2007MTV百大金曲排行榜：百大金曲前10強《不能說的秘密》 |
| 2008年 | 北京2008奥运歌曲评选：优秀歌曲奖《千山万水》 |
| 2008年 | 第8届全球华语歌曲排行榜颁奖典礼：最受欢迎20大金曲《不能说的秘密》 |
| 2008年 | 2008SMG风尚大典：年度亚洲杰出音乐风尚人物、经典2000年代杰出音乐风尚人物 |
| 2008年 | 第3屆KKBOX數位音樂風雲榜：年度風雲歌手、年度最佳男歌手、年度風雲十大單曲《不能說的秘密》、Xuite鄉民來當家無性別唱腔獎 |
| 2008年 | 第七届中国原创音乐流行榜(雪碧榜)：港台金曲獎《菊花台》、最受歡迎電影金曲獎《不能說的秘密》 |
| 2008年 | 第二屆中国移动无线音乐排行榜年度盛典(中国移动无线音乐咪咕汇)：年度最高銷量男歌手、年度最暢銷季度金曲《迷迭香》、無線音樂首發勁爆金曲《不能說的秘密》、無線音樂推廣貢獻傑出人物 |
| 2008年 | 2008(第三屆)中国移动无线音乐咪咕汇颁奖典礼：无线音乐最畅销电影金曲《彩虹》、无线音乐最佳创作歌手、无线音乐最高销量男歌手、无线音乐奥运推广杰出歌手 |
| 2008年 | TVB8金曲榜颁奖典礼：最佳音乐录音带演绎奖《牛仔很忙》 |
| 2008年 | IFPI香港唱片销量大奖：十大销量国语唱片《我很忙》、十大销量国语唱片《黄金甲》 |
| 2008年 | 第十四届新加坡金曲奖：海外杰出歌手(台湾地区)、十大金曲《牛仔很忙》 |
| 2008年 | 2008年度QQ音乐年终大盘点：年度十大金曲 - 第1位《说好的幸福呢》、年度十大专辑 - 第1位《魔杰座》、年度歌手第1位、QQ音乐销量榜单曲《稻香》第6位、年度首发《魔杰座》第1位 |
| 2008年 | 摩洛哥舉辦世界音樂大獎(World Music Awards)：中華區最暢銷歌手 |
| 2009年 | 2009年春节联欢晚会我最喜爱的优秀节目评选：歌舞类三等奖 - 歌曲《本草纲目》 |
| 2009年 | 第二届百度娱乐沸点年度颁奖礼：最沸点男明星、最热门十大金曲《稻香》 |
| 2009年 | 第16届中歌榜“2008年度北京流行音乐典礼”：年度最受歡迎男歌手、年度最佳創作歌手、年度最佳製作人《魔杰座》、年度全能藝人、年度金曲《稻香》 |
| 2009年 | 中華音樂人交流協會：年度十大專輯《魔杰座》、年度十大單曲《魔術先生》 |
| 2009年 | 2008年度 HITO流行音樂獎：最佳歌手、年度十大华语金曲《稻香》 |
| 2009年 | 第20屆台湾金曲獎：年度最佳歌曲奖《稻香》、最佳音乐录像带奖《魔术先生》、最佳国语男歌手奖 |
| 2009年 | 第八届中国原创音乐流行榜(雪碧榜)：港台金曲獎《稻香》、亞太地區最優秀創作歌手大獎、亞太地區最受歡迎男歌手獎、台灣地區最優秀專輯獎《魔杰座》、最傑出全能藝人大獎、亞太地區音樂視像導演獎 |
| 2009年 | 新加坡e乐大赏2009：e乐最佳年度专辑《魔杰座》、e乐最佳男歌手 |
| 2009年 | 2008 Music Radio中国TOP排行榜：年度三十大华语金曲《稻香》、年度最暢銷歌手 |
| 2009年 | 第4屆KKBOX數位音樂風雲榜：年度二十大華語單曲 - 冠軍單曲《說好的幸福呢》、年度二十大華語單曲《稻香》、年度二十大華語單曲《我不配》、年度二十大華語單曲《給我一首歌的時間》、年度二十大華語專輯冠軍《魔杰座》、年度二十大華語專輯亞軍《我很忙》、專輯收藏榜冠軍《魔杰座》、專輯收藏榜第十位《我很忙》 |
| 2009年 | 第十五届新加坡金曲奖：最佳专辑制作人《魔杰座》、亚洲媒体大奖(男歌手) |
| 2009年 | 2009年度QQ音乐年终大盘点：港台地区十大歌手、最受欢迎音乐录影带 - 周杰伦&袁咏琳《畫沙》 |
| 2009年 | 第9届全球华语歌曲排行榜颁奖典礼：年度20大金曲《稻香》 |
| 2010年 | 第十四屆Channel V全球華語音樂榜中榜：12530无线音乐大奖 |
| 2010年 | 第九届中国原创音乐流行榜(雪碧榜)：港台金曲《說好的幸福呢》、台灣地區最優秀合唱歌曲獎 - 周杰伦&袁咏琳《畫沙》、亞太地區最優秀創作歌手大獎、亞太地區最受歡迎男歌手、全國最傑出全能藝人大獎、亞太地區音樂录影带導演獎、全國至尊金曲大獎《說好的幸福呢?》 |
| 2010年 | 第十六届新加坡金曲奖：最佳专辑《跨时代》、亚洲媒体大奖(男歌手) |
| 2010年 | 第5屆KKBOX數位音樂風雲榜：年度十大風雲歌手、年度TOP100華語專輯第6位《魔杰座》、年度TOP100華語專輯第25位《我很忙》、年度TOP100華語專輯第38位《11月的蕭邦》、年度TOP100華語專輯第59位《七里香》、年度TOP100華語專輯第64位《不能說的祕密電影原聲帶》、年度TOP100華語專輯第68位《范特西》、年度TOP100華語单曲第7位《說好的幸福呢》、年度TOP100華語单曲第34位《給我一首歌的時間》、年度TOP100華語单曲第87位《我不配》、年度TOP100華語单曲第93位《青花瓷》 |
| 2010年 | 2010年度QQ音乐年终大盘点：年度华语十大唱片 - 第1位《跨时代》 |
| 2010年 | 第10届全球华语歌曲排行榜颁奖典礼：最受欢迎男歌手五强、台湾地区最受欢迎合唱歌曲 - 周杰伦&袁咏琳《畫沙》、年度二十大金曲《超人不会飞》 |
| 2011年 | 2010[V]音乐飙榜年度颁奖演唱会：年度最佳专辑《跨时代》、华语金曲《超人不会飞》 |
| 2011年 | 2011年春节联欢晚会我最喜爱的优秀节目评选：歌舞类三等奖 - 歌曲《兰亭序》 |
| 2011年 | 第四届百度娱乐沸点年度颁奖礼：最热门港台十大金曲《烟花易冷》 |
| 2011年 | 第18届中歌榜“2010年度北京流行音乐典礼”：港台年度最佳专辑《跨时代》、港台年度最受欢迎男歌手、年度金曲《烟花易冷》 |
| 2011年 | 第十届中国原创音乐流行榜(雪碧榜)：台湾地区最优秀专辑《跨时代》、港台金曲《超人不会飞》、台湾地区最优秀合唱歌曲 - 周杰伦&浪花兄弟《你是我的OK绷》、亚太地区最受欢迎男歌手、亚太地区最优秀创作歌手大奖 |
| 2011年 | 第22届台湾金曲奖：年度最佳国语男歌手、年度国语专辑奖《跨时代》 |
| 2011年 | 第十五屆Channel V全球華語音樂榜中榜：年度特别大奖 |
| 2011年 | 2011年第一届全球流行音乐金榜：年度最受欢迎男歌手、全球华人音乐杰出艺人、年度最佳中文专辑《跨时代》、年度20大金曲《超人不会飞》、各电台推崇大奖 - 加拿大FAIRCHILD电台以及洛杉矶KAZN电台推崇大奖 |
| 2011年 | 2011 Music Radio中国TOP排行榜：港台地区年度最佳男歌手 |
| 2011年 | 2011(第五屆)中国移动无线音乐咪咕汇颁奖典礼：年度最畅销创作金曲《烟花易冷》、年度试听超人气男歌手、年度搜索超人气男歌手、年度最高销量港台男歌手 |
| 2011年 | 第十七届新加坡金曲奖：十大金曲《说了再见》 |
| 2011年 | 新加坡e乐大赏2011：e乐传媒投选最佳年度演唱会 - 周杰伦超时代演唱会、e乐最佳男歌手 |
| 2011年 | 中華音樂人交流協會：年度十大优良专辑《跨时代》、年度十大优良单曲《阿爸》 |
| 2011年 | 2011年第二届 My Astro至尊流行榜颁奖典礼：二十五大至尊金曲《超人不会飞》 |
| 2011年 | 第6屆KKBOX數位音樂風雲榜：年度風雲歌手、年度TOP100華語專輯第1位《跨時代》、年度TOP100華語專輯第24位《魔杰座》、年度TOP100華語專輯第34位《我很忙》、年度TOP100華語專輯第42位《11月的蕭邦》、年度TOP100華語專輯第59位《依然范特西》、年度TOP100華語專輯第74位《七里香》、年度TOP100華語專輯第76位《范特西》、年度TOP100華語專輯第89位《不能說的祕密電影原聲帶》、年度TOP100華語单曲第11位《說了再見》、年度TOP100華語单曲第24位《超人不會飛》、年度TOP100華語单曲第35位《好久不見》、年度TOP100華語单曲第43位《煙花易冷》、年度TOP100華語单曲第56位《雨下一整晚》、年度TOP100華語单曲第59位《說好的幸福呢》、年度TOP100華語单曲第74位《我落淚．情緒零碎》、年度TOP100華語单曲第96位《給我一首歌的時間》 |
| 2011年 | 2011年度QQ音乐年终大盘点：年度十大唱片《惊叹号》、年度最受欢迎音乐录影带《Mine Mine》 |
| 2012年 | 第19届中歌榜“2011年度北京流行音乐典礼”：港台年度最受欢迎男歌手、港台年度全能艺人、年度最佳单曲制作人《皮影戏》、年度金曲《皮影戏》 |
| 2012年 | 第十一届中国原创音乐流行榜(雪碧榜)：港台金曲《惊叹号》、台湾地区最优秀合唱歌曲奖 - 周杰伦&KOBE《天地一鬥》、台湾地区最优秀专辑奖《惊叹号》、亚太地区传媒推荐大奖、全国最杰出全能艺人大奖、亚太区最受欢迎男歌手、全国最优秀舞台演绎奖 |
| 2012年 | 第十六屆Channel V全球華語音樂榜中榜：港台地区最佳专辑奖《惊叹号》、亚洲影响力最佳华语艺人、最佳数字音乐奖 |
| 2012年 | 2012(第六屆)中国移动无线音乐咪咕汇颁奖典礼：年度特别贡献奖、年度最受欢迎港台男歌手、年度最畅销流行金曲《皮影戏》 |
| 2012年 | 第7屆KKBOX數位音樂風雲榜：年度十大風雲歌手、年度华语数位发行单曲《天地一鬥》、年度TOP100華語專輯第16位《驚嘆號》、年度TOP100華語專輯第26位《跨時代》、年度TOP100華語專輯第36位《魔杰座》、年度TOP100華語專輯第38位《我很忙》、年度TOP100華語專輯第52位《十一月的蕭邦》、年度TOP100華語專輯第67位《范特西》、年度TOP100華語專輯第73位《依然范特西》、年度TOP100華語專輯第78位《七里香》、年度TOP100華語单曲第67位《說了再見》、年度TOP100華語单曲第85位《說好的幸福呢》、年度TOP100華語单曲第94位《給我一首歌的時間》、年度TOP100華語单曲第97位《妳好嗎》 |
| 2012年 | 2012年度QQ音乐年终大盘点：年度人气男歌手、年度十大华语流行歌曲 - 第一位《明明就》、年度十大华语流行专辑《十二新作》 |
| 2012年 | 2012百度沸点·百度音乐十周年庆典：百度音乐10年领袖人物、百度音乐10年最佳男歌手、百度音乐10年最具传唱力歌手 |
| 2012年 | 中华音乐人交流协会：年度十大优良专辑《惊叹号》、年度十大优良单曲《水手怕水》 |
| 2012年 | 2011年度 HITO流行音乐奖：最受欢迎全球华语歌手、全球传媒大奖、年度华语歌曲《水手怕水》、听众最爱歌曲《水手怕水》 |
| 2012年 | 2012年第二届全球流行音乐金榜：年度20大金曲《Mine Mine》、各电台推崇大奖 - Hit Fm联播网电台推崇大奖《水手怕水》 |
| 2013年 | 第8屆KKBOX數位音樂風雲榜：年度十大風雲歌手、年度TOP100華語專輯第12位《驚嘆號》、年度TOP100華語專輯第38位《魔杰座》、年度TOP100華語專輯第39位《我很忙》、年度TOP100華語專輯第50位《跨時代》、年度TOP100華語專輯第56位《十一月的蕭邦》、年度TOP100華語專輯第71位《十二新作》、年度TOP100華語專輯第76位《范特西》、年度TOP100華語專輯第93位《依然范特西》、年度TOP100華語專輯第100位《七里香》、年度TOP100華語单曲第41位《Mine Mine》、年度TOP100華語单曲第83位《公主病》、年度TOP100華語单曲第86位《你好嗎》、年度TOP100華語单曲第93位《說好的幸福呢》、年度TOP100華語单曲第98位《給我一首歌的時間》 |
| 2013年 | 中华音乐人交流协会：年度十大优良专辑《12新作》 |
| 2013年 | 2012 Music Radio中国TOP排行榜：港台地区年度最受欢迎唱片《12新作》 |
| 2013年 | 第三届全球流行音乐金榜：年度最佳男歌手、年度进榜最久冠军歌曲《明明就》、年度20大金曲《红尘客栈》 |
| 2013年 | 第13届全球華語歌曲排行榜：年度最佳專輯製作人、年度20大金曲《红尘客栈》 |
| 2013年 | 第七屆中国移动无线音乐咪咕汇颁奖典礼：年度暢銷專輯《12新作》、年度最佳歌手 |
| 2013年 | 2013年度百首單曲：第3名《明明就》，第27名《公公偏頭痛》，第35名《哪裡都是你》 |
| 2014年 | 第9屆KKBOX數位音樂風雲榜：年度十大風雲歌手 |
| 2014年 | 2014 Music Radio中国TOP排行榜：港台地区年度最受欢迎男歌手 |
| 2014年 | 第36屆香港十大中文金曲：港台最受歡迎男歌手 |
| 2014年 | 第一屆QQ音樂年度盛典奪下「港台最受歡迎男歌手」、「年度最佳影視原聲帶」、「全能藝人獎」 |
| 2014年 | 第八屆中国移动无线音乐咪咕汇颁奖典礼：年度最佳人氣王、年度暢銷十大金曲《紅塵客棧》 |
| 2014年 | 2014年度 Hito流行音樂獎奪下HitFm年度推崇藝人、hito年度十大華語歌曲（明明就）、hito電影主題曲（哪裡都是你） |
| 2015年 | 第10屆KKBOX數位音樂風雲榜：年度十大風雲歌手 |
| 2015年 | 第19屆全球華語音樂榜中榜：亚洲影响力最受欢迎全能艺人、華語樂壇跨時代實力創作人 |
| 2015年 | 第五届全球流行音乐金榜：年度二十大金曲《鞋子特大號》 |
| 2015年 | 第二屆QQ音樂年度盛典奪下「年度暢銷數字專輯(唉哟，不錯哦)」、「全能藝人獎」 |
| 2015年 | 2015年度 Hito流行音樂獎奪下HitFm年度百首單曲（第8名算什麼男人、第44名手寫的從前、第88名鞋子特大號） |
| 2015年 | 第九屆音樂盛典咪咕匯 年度最佳專輯(唉哟，不錯哦) |
| 2015年 | 2015年度 歐洲MTV音樂大獎(EMA)最佳台灣歌手 |
| 2016年 | 第11屆KKBOX數位音樂風雲榜：年度十大風雲歌手、年度TOP10華語專輯第3位《周杰倫的床邊故事》、年度TOP10華語单曲第4位《不該》 |
| 2016年 | 第三屆QQ音樂年度盛典奪下「年度音樂全能藝人」、「年度最具影響力演唱會獎」、「年度巔峰人氣歌手獎」 |
| 2016年 | 2016年度hito年度十大華語歌曲（算什麼男人）、最受歡迎全球華語歌手、hito長壽專輯(唉哟，不錯哦，連續上榜24週)、hito冠軍王 |
| 2016年 | 日本MTV中文金曲排行冠軍歌曲《Try》 |
| 2016年 | 第十屆音樂盛典咪咕匯 年度港台最受歡迎男歌手、十年最佳男歌手、十年最具影響力歌手、年度10大金曲（告白氣球）、十年10大金曲（稻香） |
| 2016年 | 2016中國Apple Music年度最熱門專輯Top100《杰倫》、《范特西》、《八度空間》、《葉惠美》、《七里香》、《十一月的蕭邦》、《依然范特西》、《我很忙》、《魔杰座》、《跨時代》、《十二新作》、《唉哟，不錯哦》、《周杰倫的床邊故事》、《魔天倫演唱會》 最熱門單曲Top100《愛在西元前》、《不該》、《彩虹》、《稻香》、《告白氣球》、《給我一首歌的時間》、《可愛女人》、《七里香》、《青花瓷》、《晴天》、《珊瑚海》、《算什麼男人》、《聽見下雨的聲音》、《夜曲》 |
| 2016年 | 2016年度 Hito流行音樂獎奪下HitFm年度百首單曲（第5名不該、第34名愛情廢材、第53名床邊故事） |
| 2017年 | 第12屆KKBOX數位音樂風雲榜：年度十大風雲歌手 |
| 2017年 | 2016 Music Radio中国年度最受觀迎男歌手、年度最受歡迎創作男歌手、年度最受歡迎專輯《周杰倫的床邊故事》、年度20大金曲《不該》 |
| 2017年 | 2017年度 Hito流行音樂獎男歌手 |
| 2017年 | 2017年度 第一屆唱工委音樂獎 年度專輯《周杰倫的床邊故事》、最佳流行音樂專輯《周杰倫的床邊故事》、最佳作曲《告白氣球》、最佳音樂錄影帶《床邊故事》 |
| 2018年 | 第一屆华人歌曲音乐盛典：最受欢迎男歌手（港台） |
| 2018年 | 第二届唱工委音樂獎: 最佳作曲《连名带姓》 |
| 2019年 | 第二屆华人歌曲音乐盛典：最受欢迎男歌手（港台） |
| 2020年 | 第四十二屆十大中文金曲：優秀流行國語歌曲獎 金獎《說好不哭》 |
| 2021年 | 第四十三屆十大中文金曲：十大中文金曲國語歌曲《我是如此相信》 |
| 2021年 | 第二屆騰訊音樂娛樂盛典：年度十大金曲《說好不哭》 |
| 2021年 | 第二屆騰訊音樂娛樂盛典：由你音樂榜年度最高連貫歌曲《Mojito》 |
| 2021年 | 2020年度YAHOO!搜尋人氣大獎：人氣台灣男歌手 |
| 2021年 | 第1屆 PlayMusic Awards：年度音樂錄影帶《Mojito》 |
| 2022年 | 2022 APMA亞洲流行音樂大獎：年度華語歌曲《最偉大的作品》、年度最佳20大華語專輯《最偉大的作品》、年度最佳20大華語歌曲《最偉大的作品》、民眾推選華語歌曲獎《最偉大的作品》 |
| 2022年 | 第4届唱工委音樂獎: 年度歌曲《说好不哭》、最佳作曲《说好不哭》 |
| 2023年 | 2022 Hit Fm年度十大專輯：《最偉大的作品》 |
| 2023年 | 廣播九十五周年十大中文金曲：最佳中文唱片獎（男歌手） |
| 2023年 | IFPI全球藝人排行榜第9名、全球專輯銷量排行榜第1名 |
| 2023年 | 第1屆浪潮音樂大賞：年度製作《最偉大的作品》、最佳作曲《最偉大的作品》、最佳音樂錄影帶《最偉大的作品》 |
| 2023年 | YES 933 潮流音樂盛典 2023：年度歌手獎《最偉大的作品》 |